# Ben Weekes
Ben Weekes (Sydney, 20 settembre 1984) è un tennista australiano.
Ben è un tennista diversamente abile e gioca su una carrozzina. Il suo coach è Kathy Fahim. La sua superficie preferita è il cemento.